# Anchiphiloscia ocellata
Anchiphiloscia ocellata är en kräftdjursart som först beskrevs av Barnard 1960.  Anchiphiloscia ocellata ingår i släktet Anchiphiloscia och familjen Philosciidae. Inga underarter finns listade i Catalogue of Life.